# 楚維寧
楚維寧（1748年—？），鑲白旗包衣漢軍人。乾隆丁酉举人，清朝官员。

## 生平
隶属鑲白旗包衣漢軍舒敏（舒明）佐領下、伊興阿佐領下。中举后官翰林院七品笔帖式，四库全书分校，工部營繕司主事、虞衡司員外郎，乾隆五十九年任江南道监察御史，嘉庆七年官贵州石阡府知府。

## 家庭
- 女儿楚氏，山西理事通判覺羅佛英阿嫡妻[2]；
- 兄楚惟榮，乾隆戊子举人，知县；
- 堂亲五泰，乾隆乙未进士，知府；
- 五泰之子繩格，嘉庆丁丑进士，湖南知县。